# Klein Bonaire
Klein Bonaire, toponyme néerlandais signifiant littéralement « Petit Bonaire » en français, est une petite île inhabitée des Petites Antilles située en mer des Caraïbes, à proximité immédiate de la côte occidentale de l'île de Bonaire.
Située en face de la ville de Kralendijk, à une distance de 750 mètres, Klein Bonaire fait partie du parc national marin de Bonaire depuis 1999 où l'île est alors achetée pour neuf millions de florins des Antilles néerlandaises (cinq millions de dollar américains) à son propriétaire.
L'île avait hébergé quelques esclaves dont il ne reste que quelques ruines de cabanes. Aujourd'hui, elle est très appréciée des touristes qui viennent faire de la plongée sous-marine au-dessus de sa barrière de corail. La traversée entre Klein Bonaire et Kralendijk peut se faire en bateau privé ou en kayak.

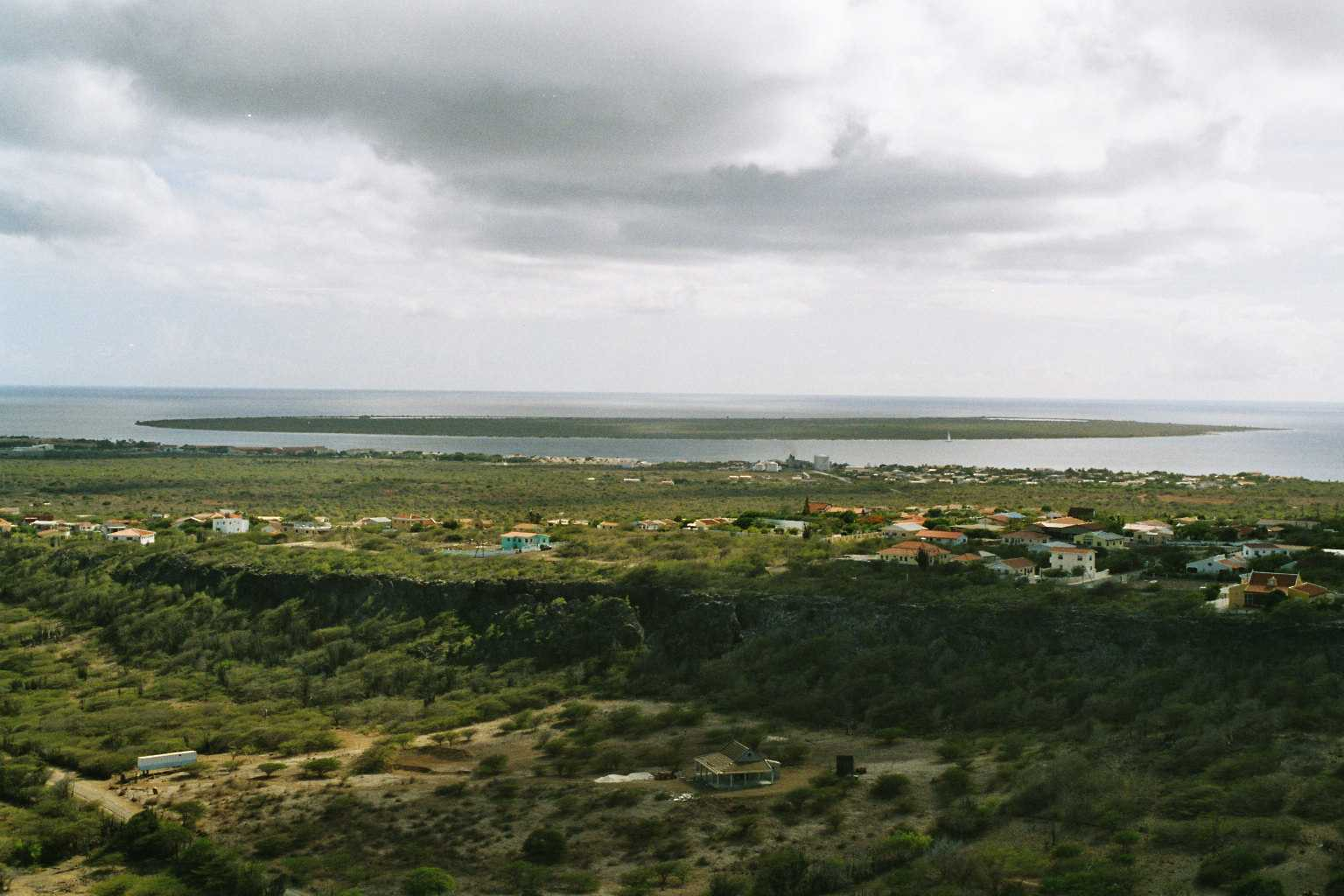
Kralendijk et Klein Bonaire

### Source
- (en) Fondation pour la préservation de Klein Bonaire